# Организованная преступность в Индии
Организованная преступность в Индии — элементы организованной преступности, действующие на территории Индии либо преступные группы имеющие индийское происхождение и занимающиеся криминальной деятельностью в других государствах. Некоторые индийские влиятельные семьи имеют отношение к организованной преступности.

## Преступный мир Мумбаи
Преступный мир Мумбаи (ранее известный как преступный мир Бомбея) относится к сети организованной преступности в городе Мумбаи (бывший Бомбей) в штате Махараштра в Индии. Мумбаи является крупнейшим по численности населения городом Индии, а также её финансовой столицей. В течение определённого периода времени в преступном мире Мумбаи доминировали несколько разных преступных групп и криминальных авторитетов.

### С 1940-х по 1980-е годы
Первым влиятельным криминальным авторитетом в Бомбее был Хаджи Мастан, мусульманин тамильского происхождения, который имел влияние в местной киноиндустрии, выделяя денежные средства режиссёрам и студиям для кинопроизводства. Затем, Хаджи Мастан сам стал работать продюсером в Болливуде. Он родился в 1926 году в семье тамилов в Тамилнаде под именем Мастан Хайдер Мирза. В возрасте 8 лет он переехал в Бомбей вместе со своим отцом, где они работали в собственной небольшой ремонтной мастерской на рынке в Кроуфорде. Спустя 10 лет, в 1944 году, Мастан стал работать в порту Бомбея носильщиком грузов и там наладил первые преступные контакты. Начал работать в союзе с бандитом Каримом Лалой и к 1960-м стал богатым человеком. Его денежный капитал был заработан на контрабанде золота, серебра и электротехники.
Варадараджан Мудалиар, известный под прозвищем Вардха бхай, был индуистом тамильского происхождения и главарем организованной преступной группы. Был активен с начала 1960-х и до 1980-х годов, имел примерно равное влияние в Бомбее с Хаджи Мастаном и Каримом Лалой. Начинал как портовый грузчик, наладил связи с криминальным миром продавая ворованный алкоголь. Он пользовался большим уважением в тамильской общине, обладал огромным авторитетом в районах Матунга и Дхарави, где имел право самостоятельно принимать любые решения. Вместе с Хаджи Мастаном осуществил вооружённый налёт на порт с целью похищения груза. Позже Вардха бхай перешёл на заказные убийства и торговлю наркотиками. Он успешно работал в 1970-х годах, контролируя преступную деятельность на востоке и севере центральной части Бомбея. Карим Лала командовал преступниками юга и центра Бомбея, а большая часть контрабанды и незаконного строительства была областью, которую контролировал Хаджи Мастан.
Карим Лала и члены его семьи занимались преступной деятельностью в доках Бомбея. Их часто называли пуштунской или афганской мафией, как их прозвали правоохранительные органы Бомбея, потому что большинство членов этого преступного синдиката были этническими пуштунами из афганской провинции Кунар. Карим Лала занимался торговлей гашишем, крышеванием, вымогательством, организацией нелегальных азартных игр, контрабандой золота и заказными убийствами, а также контролировал многие другие бригады преступного мира Мумбаи. Карим Лала контролировал ростовщичество и нелегальные азартные игры в Мумбаи примерно с 1940 по 1985 год.

### С 1980-х годов по настоящее время
D-Company — термин, обозначающий организованную преступную группу, контролируемую Давудом Ибрагимом, уроженцем Бомбея. D-Company не является стереотипной организованной преступной группой, а скорее представляет собой союз бандитов и исламских террористов, основанный на личном контроле Давуда Ибрагима. Давуд Ибрагим в настоящее время разыскивается Интерполом за мошенничество, преступный сговор и создание организованного преступного синдиката и является одним из самых разыскиваемых преступников мира. В 1993 году произошла террористическая атака на Бомбей, за организацией которой по данным полиции стояли Давуд Ибрагим и его партнер Тайгер Мемон, после чего они оба стали самыми разыскиваемыми преступниками Индии. По данным Министерства финансов США, Давуд Ибрагим, возможно, был связан с Усамой бен Ладеном. Как следствие, Соединённые Штаты Америки объявили Давуда Ибрагима международным террористом в 2003 году и поставили в известность Организацию Объединённых Наций с целью заморозить его активы по всему миру и положить конец его преступной деятельности. Индийские и российские спецслужбы указали на возможное участие Давуда Ибрагима в нескольких других террористических атаках, в том числе теракта в Мумбаи в 2008 году, такой же позиции придерживается Интерпол. В 2010 году в отчёте Конгресса США говорилось, что D-Company налажены стратегические связи с Межведомственной разведкой Пакистана. Давуд Ибрагим скрывается от правосудия, имеющуюся у Индии информацию, что он проживает в Карачи, власти Пакистана категорически опровергают.
Чхота Раджан — руководитель крупной организованной преступной группы, базирующейся в Мумбаи. Раньше был одним из ключевых партнёров Давуда Ибрагима. Начинал как вор и ростовщик, работая на авторитета Баду Раджана, а после его убийства взял руководство бандой на себя. Затем он присоединился к ОПГ Давуда Ибрагима, а в 1988 году переехал в Дубай. Правительство Индии подало Чхоту Раждана в международный розыск по обвинениям в вымогательствах, убийствах (17 эпизодов), контрабанде и незаконном обороте наркотиков. По некоторым сведения, его родной брат снимает фильмы на финансы Чхоты Раджана. 25 октября 2015 года Чхота Раджан был арестован на Бали индонезийской полицией. 6 ноября 2015 года был экстрадирован в Индию после 27 лет в бегах и ожидал суда, находясь в заключении Центрального бюро расследований. Приговорён к пожизненному лишению свободы.
Бригада Аруна Гавли базируется в районе Бикулла в Мумбаи. Там он начал свою преступную деятельность, доставлял в трущобы похищенных людей для пыток, вымогательства и убийств. Полиция несколько раз обыскивала трущобы, прежде чем прервать его преступную деятельность. Аруна Гавли несколько раз арестовывали и длительное время содержали под стражей на время суда. Тем не менее, в большинстве случаев его не смогли привлечь к уголовной ответственности, так как свидетели отказывались давать против него показания. В августе 2012 года был осуждён за убийство лидера Шивсены Камалакара Джамсандекара вместе со своими одиннадцатью сообщниками.

## Мафия Гоа
Индийские, русские, израильские и нигерийские преступные группы принимают активное участие в незаконной торговле наркотиками в Гоа, самом маленьком штате Индии. Кроме того, есть свидетельства, что в наркоторговле в Гоа участвуют отдельные представители Великобритании, Франции, Италии, Португалии и других европейских стран. Некоторые из них посещают Гоа более двух десятилетий и имеют постоянную международную и местную клиентуру. В последнее время штат Гоа стал не только ключевым пунктом потребления наркотиков в Индии, но и одним из главных центров международной наркоторговли. По некоторым данным, организованным преступным группам стало сложно доставлять наркотики в порт Мумбаи из-за усиленной охраны и поэтому они пользуются сравнительно неохраняемой береговой линией штата Гоа.

## Пенджабская мафия
Пенджабская мафия состоит из организованных преступных групп в штате Пенджаб в Индии. За последнее десятилетие произошел всплеск активности подобных группировок в Пенджабе, хотя некоторые банды, связанные с бандитами в штате Уттар-Прадеш, действовали в Пенджабе с момента прекращения боевых действий в этом штате. После окончания боевых действий бывшие повстанцы стали заниматься заказными убийствами. Бум строительства недвижимости и роста промышленного сектора в начале 2000-х годов привел к появлению нескольких ОПГ, которые стремились взять контроль над профсоюзами. Расцвет банковского сектора, особенно финансовых компаний, стимулировал спрос на коллекторов, которые обеспечили выбивание долгов с населения и помогали в захвате спорной недвижимости. Букмекеры по крикету тоже пользовались их услугами. Около пяти лет назад, когда бум на рынке строительства недвижимости закончился, эти банды перестроились на вымогательство и возврат денег с должников в качестве своего основного источника дохода. Кроме того, пенджабская мафия специализируется на контрабанде оружия, незаконном обороте наркотиков и похищениях людей. В последние годы в штате Пенджаб участились похищения людей с целью выкупа.
В Канаде выходцы из индийского Пенджаба организовали индийско-канадскую организованную преступную группу. Подавляющее большинство из бандитов имеют пенджабское происхождение из общины джатов. Деятельность ОПГ привела к гибели более 100 молодых людей в Канаде с 1990-х годов. Индийская мафия является одной из основных преступных группировок в Канаде, занимает третье место по уровню насилия после байкеров и индейцев. Индийская мафия активна в канадских провинциях Британская Колумбия, Альберта и Онтарио.

## Активность
Индия является основным транзитным пунктом для поставок героина из Золотого треугольника и Золотого полумесяца в Европу. Индия также является крупнейшим в мире производителем легального опия, по оценкам экспертов, 5-10 % из этого легального опия превращается в нелегальный героин, а 8-10 % потребляется в виде концентрированной жидкости. Фармацевтическая промышленность Индии также несет ответственность за нелегальное производство метаквалона, большая часть которого контрабандой ввозится в Южно-Африканскую Республику. Контрабанда алмазов из ЮАР в Индию также является частью наркоторговли, так как иногда это используется как прикрытие для поставок героина. Кроме того, в стране бывают случаи отмывания денег, в основном за счёт использования традиционной платежной системы хавала, хотя в 2003 году Индия ввела уголовную ответственность за отмывание денег.

## Популярная культура
В индийском кинематографе, в частности в Болливуде, с 1940 года пользуются успехом криминальные и гангстерские фильмы, вдохновленные масштабами организованной преступности в стране. В индийском кино есть несколько жанров таких криминальных фильмов.

### Дакоитские фильмы
Фильмы об дакоитах (дакоитами в Индии называют бандитов), начались с работы Мехбуба Хана «Женщина» (1940), которая позже была переснята как «Мать Индия» (1957). В 1961 году актёр Дилип Кумар сыграл дакоита в фильме «Ганга и Джамна». В 1975 году вышел фильм «Месть и закон», а в 1994 году — «Королева бандитов».

### Фильмы о преступном мире Мумбаи
В начале 1970-х годов в Индии возник новый жанр криминальных и гангстерских фильмов — фильмы о преступном мире Бомбея, позже ставшим преступным миром Мумбаи. Эти фильмы часто основаны на деятельности реальных бандитов Мумбаи, такими как: Хаджи Мастан, Давуд Ибрагим и его ОПГ D-Company. В фильмах показывают быт трущоб Мумбаи, таких как Дхарави или Джуху, а актёры разговаривают на уличном диалекте «тапори» или «бомбейском хинди».
Впервые криминальный фильм о Мумбаи был представлен дуэтом сценаристов Салим-Джавед. Они поставили на поток тяжелые, жестокие, криминальные фильмы о преступном мире в Бомбее в начале 1970-х годов, такие как: «Затянувшаяся расплата» (1973) и «Стена» (1975), переосмыслив сельские темы фильмов «Мать Индия» (1957) и «Ганга и Джамна» (1961) в современном городском контексте, отражающем социально-экономический и социально-политический климат Индии 1970-х годов, показывая растущее недовольство и разочарование в массах и беспрецедентный рост численности трущоб, а также темы, связанные с городской бедностью, коррупцией и преступностью и развивая тему против действующего истеблишмента. Это привело к созданию ими образа «разгневанного молодого человека», олицетворенного Амитабхом Баччаном, который переосмыслил актёрскую игру Дилипа Кумара в «Ганга и Джамна» в современном городском контексте.
К середине 1970-х стали популярными жесткие криминальные фильмы и боевики о гангстерах. Сценарии Салим-Джавед и актёрское мастерство Амитабха Баччана способствовали популяризации этих фильмов в работах: «Затянувшаяся расплата» (1973) и «Стена» (1975), в котором полицейский противостоял своему родному брату, который был лидером банды. Фильм был основан на реальных событиях из жизни контрабандиста Хаджи Мастана, и заслужил похвалу британского режиссера Дэнни Бойла. Кроме Амитабха Баччана в криминальных фильмах сделали карьеру многие актёры, в том числе Фероз Хан.
Более поздние фильмы в этом жанре: «Предательство» (1998) и «Расплата за всё» (2002) режиссера Рама Гопала Вармы, основанные на деятельности ОПГ D-Company. В фильмах были показаны гладкие, часто завораживающие изображения преступного мира Мумбаи и демонстрировали реалистическую жестокость и городское насилие. Ещё одним заметным фильмом в жанре стала «Чёрная пятница» (2004), адаптация одноименной книги Хуссейна Зайди о взрывах в Бомбее в 1993 году.
Фильм «Миллионер из трущоб» (2009) также частично отображает преступный мир Мумбаи. На эту работу оказали влияние фильмы: «Стена» «Предательство» (1998), «Расплата за всё» (2002) и «Чёрная пятница» (2004). Болливудские криминальные фильмы 1970-х годов, такие как «Стена» и «Амар, Акбар, Антони» (1977), также имеют сходство с жанром героического кровопролития в кинематографе Гонконга. У «Стены» есть гонконгский ремейк «Братья» (1979), который вдохновил Джона Ву на создание всемирно известного фильма «Светлое будущее» (1986). В 2018 году вышел сериал о преступном мире Мумбаи — «Сакральные игры».